# هنری پرچیمن برکینریج
هنری پرچیمن برکینریج (انگلیسی: Henry Skillman Breckinridge؛ ۲۵ مه ۱۸۸۶ – May 2, 1960 (aged 73)) شمشیرباز، وکیل، و سیاستمدار اهل ایالات متحده آمریکا بود.